# Йоб, Игнят

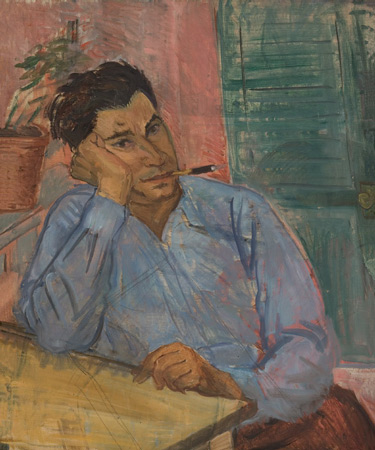
Автопортрет. 1931 г.

Игнят Йоб (хорв. Ignjat Job, серб. Игњат Јоб; 28 марта 1895, Дубровник, Королевство Далмация — 28 апреля 1936, Загреб, Югославия) — югославский живописец-пейзажист.

## Биография
В 5-летнем возрасте остался сиротой. Большое влиянием на его художественное развитие оказал старший брат Цвето (1892—1915), который после обучения живописи в академиях Белграда и Мюнхена, добровольцем пошёл на фронт и погиб во время Первой мировой войны.
Игнят Йоб с молодости стал активным участником борьбы за независимость родины от власти Габсбургской империи. В 1912 году вместе с несколькими молодыми националистами был впервые арестован и приговорен к одному месяцу тюремного заключения, а затем помещён в психиатрическую больницу. Пребывание в психиатрической лечебнице сильно повлияло на молодого человека и его искусство. В 1914 году вновь подвергся аресту властей.
В 1917 году переехал в Загреб и поступил в Высшую школу искусств и ремесел, но учёбы не завершил.
В 1920 г. побывал в Риме, Неаполе, на Капри. С 1924 года жил в Белграде, где он завязал знакомства с местными художниками-модернистами, в основном, с Петером Добровичем.
Весной 1925 г. заболел туберкулёзом и лето провёл на лечении в Овчар-Кабларском ущелье. С 1927 г. жил и писал пейзажи в Водице, затем на о. Брач в Адриатическом море.
В 1929 г. провёл свою первую персональную выставку в Сплите, которая была хорошо воспринята публикой и критиками. Очередная персональная выставка стала свидетельством того, что стиль Йоба сильно эволюционировал в сторону экспрессионизма.
Умер от туберкулёза в клинике Загреба 28 апреля 1936 года.

## Творчество
Игнят Йоб — видный представитель колористического стиля экспрессионизма в живописном искусстве Югославии 1930-х годов. Его пейзажи Далмации напоминают стиль Ван Гога.
Картины Игнята Йоба находятся ныне к коллекциях Национального музея Сербии, Белградского музея современного искусства, музее г. Нови-Сад, галереях Загреба, Дубровника, Сплита, в здании Народной скупщины Республики Сербии и др.

## Галерея

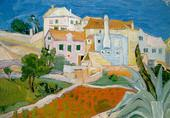
Мой дом в Супетаре (1929)
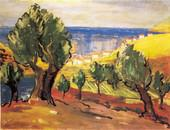
Маслины (1935)
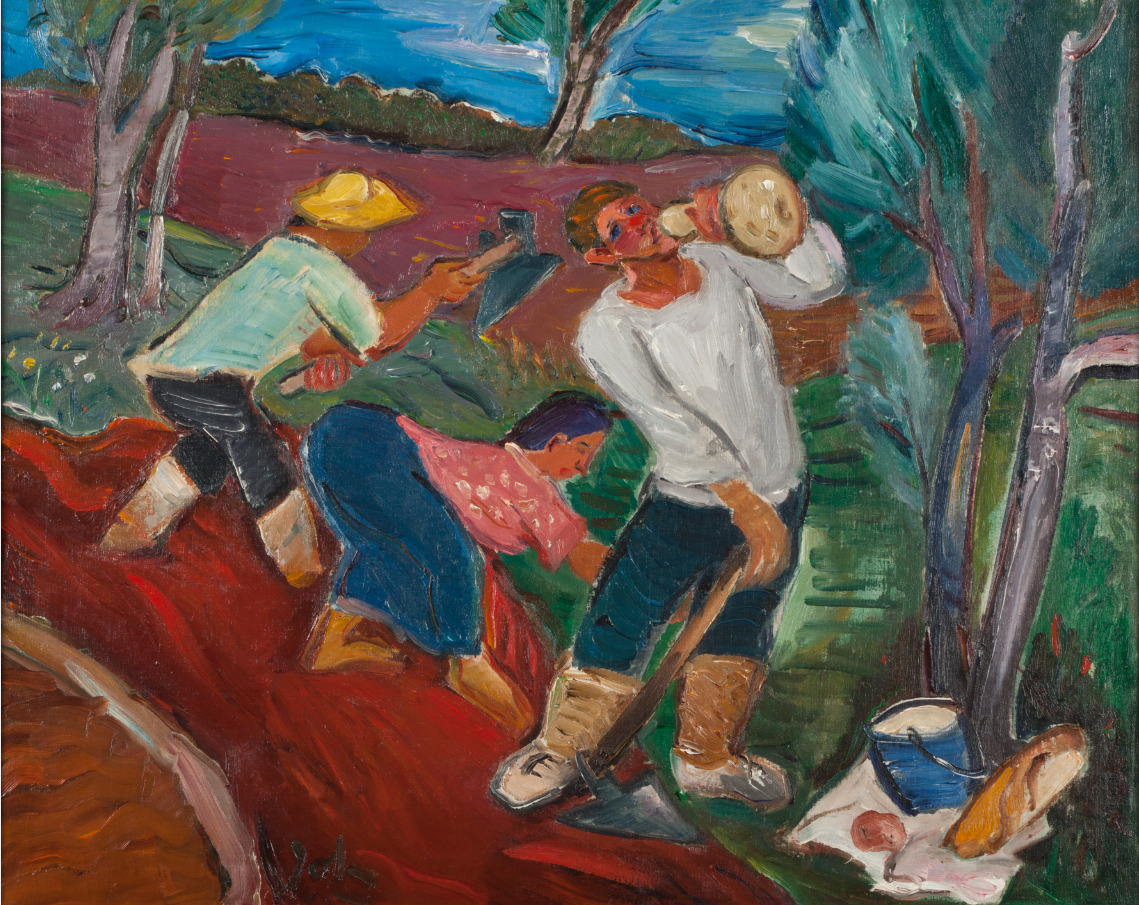
Землекопы (1931)
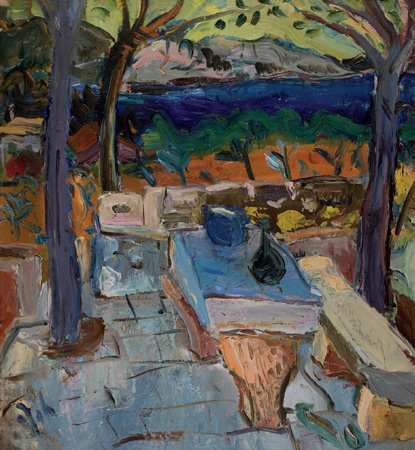
Каменный стол. (1935)